# Черсакоцвіті
Черсакоцвіті (Dipsacales) — порядок квіткових рослин, що охоплює тільки дві родини з понад 1000 видами, серед них такі знані як жимолость, бузина, калина, і валеріана лікарська.

## Опис
Є деревні або трав'янисті рослини.

## Класифікація
Згідно з системою APG IV черсакоцвіті включають родини:
- Пижмівкові (Adoxaceae)
- Жимолостеві (Caprifoliaceae)

Згідно з Системою APG II до черсакоцвітих залічували родини:
- Пижмівкові (Adoxaceae)
- Черсакові (Dipsacaceae)
- Жимолостеві (Caprifoliaceae)
- Морінові (Morinaceae)
- Валер'янові (Valerianaceae)

## Галерея

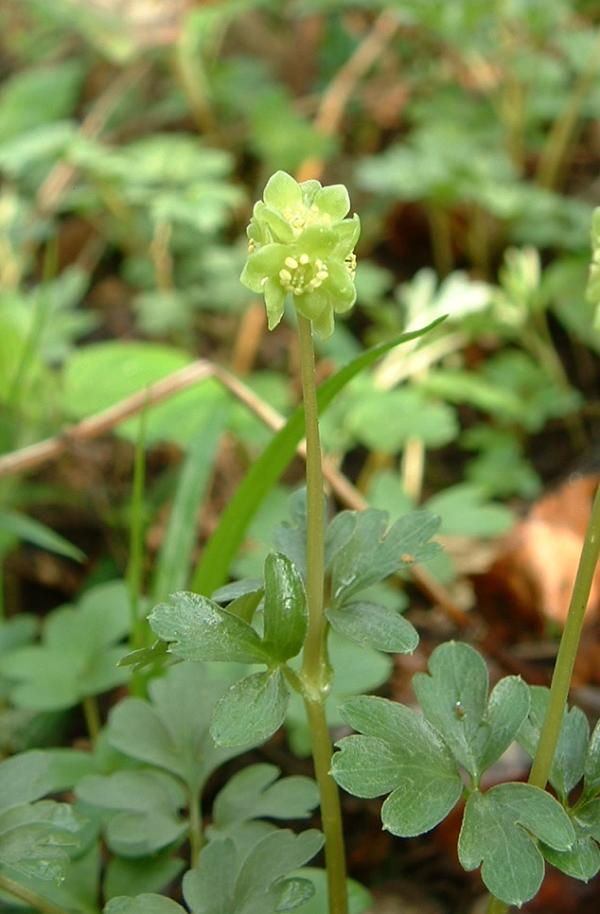
Пижмівка звичайна (Adoxa moschatellina)
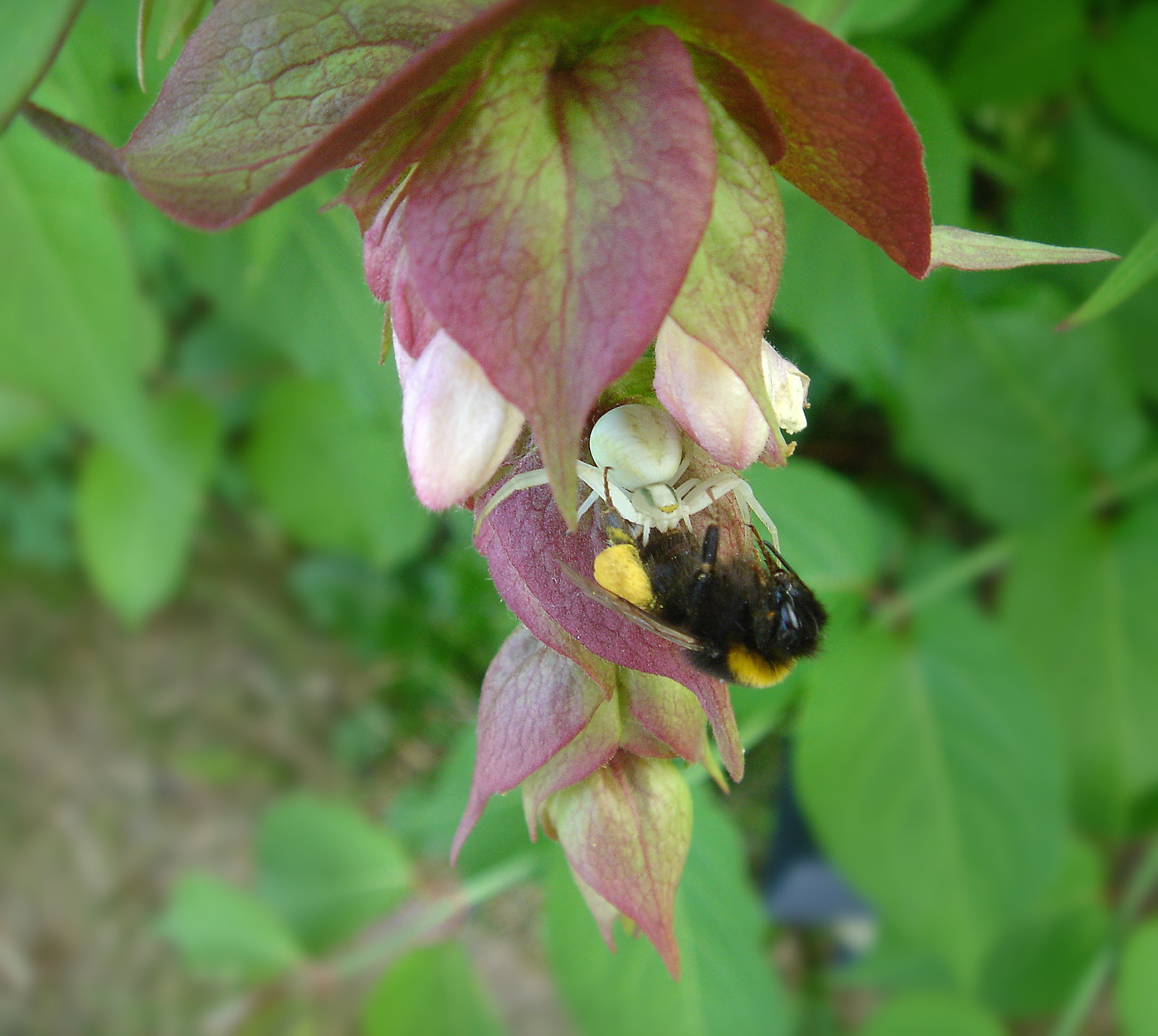
Leycesteria formosa